# Romeo a Julie (opera)
Romeo a Julie (v originále Roméo et Juliette) je název opery Charlese Gounoda z roku 1867. Autory libreta jsou Jules Barbier a Michel Carré na motivy stejnojmenné divadelní hry Williama Shakespeara.

## Hlavní postavy
- Julie (soprán)
- Capulet, její otec (bas)
- Tybalt, jeho synovec (tenor)
- Romeo (tenor)
- Mercutio, jeho přítel (baryton)
- bratr Lorenzo, františkán (bas)

## Obsah
Romeo a Julie je velká opera o pěti dějstvích. Její děj se odehrává ve Veroně v 16. století.

### První dějství
Na maškarní bál pořádaný v domě šlechtického rodu Capuletů u příležitosti narozenin Julie se vloudí i Romeo a Mercutio - dva členové rodu Monteků, který je s Capulety znepřátelen. Romeo se na první pohled zamiluje do Julie, ona do něj ostatně také.
Romea poznáná Juliin bratranec Tybalt a málem dochází k bitce, kterou však zažehnává hostitel a hlava rodu Capuletů - Juliin otec.

### Druhé dějství
Romeo, skrytý v Capuletově zahradě, vyznává Julii lásku. Navzdory pronásledování ze strany Capuletů se Romeovi podaří dohodnout s Julií na tajném sňatku.

### Třetí dějství
Romeo a Julie jsou tajně oddáni františkánským mnichem Lorenzem, který doufá, že sňatek usmíří znepřátelené rody.
Brzy na to ale dochází k vyostření konfliktu - dojde k souboji mezi Mercutiem a Tybaltem. Romeo se marně snaží zabránit boji, ve kterém Mercutio nakonec umírá. Romea přítelova smrt rozčílí, sám se dává do boje s Tybaltem a zabíjí ho. Jako trest dostává Romeo jeden den na opuštění města.

### Čtvrté dějství
Romeo před odchodem do vyhnanství stráví noc u Julie, nad ránem se s ní loučí a odchází do vyhnanství.
Julie má být podle posledního Tybaltova přání provdána za jeho přítele Parise. Prosí o pomoc bratra Lorenza a ten jí dává kapky navozující stav strnutí podobný smrti - předpokládá, že domněle mrtvou Julii uloží do rodinné hrobky a on ji pak spolu s Romeem vysvobodí. Julie kapky požije při zahájení svatebního obřadu a klesá k zemi - všichni její příbuzní předpokládají, že spáchala sebevraždu.

### Páté dějství
Lorenzo přichází k hrobce, ale Romeo dohodnutou schůzku nestihne, zdrží ho další spor mezi Monteky a Capulety. Jen co Lorenzo odejde, dorazí na místo konečně i Romeo. Netuší nic o podstatě Lorenzova plánu, takže považuje Julii za mrtvou a otráví se jedem, který má čirou náhodou zrovna u sebe. Julie později procitá ze strnulosti a vidí u hrobky Romeovu mrtvolu. Páchá sebevraždu podruhé, tentokrát již doopravdy - probodne se Romeovou dýkou.